# 彩雲堂
彩雲堂（さいうんどう）は、島根県松江市天神町に本店のある和菓子店。

## 概要
松江を代表する銘菓「若草」で知られる老舗和菓子店。若草は松江藩7代目藩主・松平治郷が考案した和菓子で、彩雲堂の初代・山口善右衛門によって復刻され現在に伝えられている。松平治郷は茶人として名高く、若草・山川（風流堂が復刻）・菜種の里（三英堂が製法を受け継ぐ）の3つの和菓子は、松平治郷の号「不味（ふまい）」にちなんで「不昧公三大銘菓」とも呼ばれる。
1874年（明治7年）創業。1950年（昭和25年）10月16日に法人化。1955年（昭和30年）からは洋菓子の製造も行っており、2008年（平成20年）9月には焼き菓子を中心とした洋菓子ブランド「彩雲堂ファミーユ」を設立した。2015年（平成27年）11月19日には出雲大社の平成の大遷宮に合わせて、自家製の餡を使用したあんぱんなどを販売する「神門通りAel」をオープンした。
全国和菓子協会の和菓子職人の認定制度である「選・和菓子職」の優秀和菓子職部門に、2018年時点で4人の従業員が認定されている。

## 商品
和菓子
- 願ひ菓子
- 若草
- 伯耆坊
- 三味羊羹
- 栗まる
- 山川
- 彩紋
- 露堂々
- 朝汐
- やまかつら
- 柚衣
- 柚子じょうよう
- 蕎麦上用
- カステラ
- 湖の雲
- 小さな森

洋菓子
- えにしのわ
- 焼きヨーグルトケーキ
- パイまん
- オレンジシフォン

## 店舗
島根県
- 本店（松江市）
- 工場売店（松江市）
- 一畑百貨店（松江市）
- ホック山代店（松江市）
- シャミネ松江店（松江市）
- イオン松江店（松江市）
- キャスパル店（松江市）
- 出雲店（出雲市）
- 神門通りAel（出雲市）
- 安来プラーナ店（安来市）

鳥取県
- 米子東山店（米子市）
- 米子髙島屋店（米子市）
- 丸由百貨店（鳥取市）